# كريستيان باش (اقتصادي)
كريستيان باش (بالدنماركية: Christian Friis Bach)‏ (و. 1966  م) هو اقتصادي، وصحفي، وسياسي، وأستاذ جامعي، وفلاح دنماركي، هو عضوٌ اليسار الراديكالي.

## مناصب
تولى منصب عضو فولكتنغ ‏ (حتى 31 يوليو 2014)
.